# Стронгин, Варлен Львович
Варле́н Льво́вич Стро́нгин (16 декабря 1932 года, Москва — 14 мая 2015 года) — советский и российский писатель, журналист и редактор.

## Биография
Родился в семье издателя Льва Израилевича Стронгина и Рахили Ароновны Стронгиной (в девичестве Левиной), родом из Островно. Окончил Московский экономико-статистический институт в 1968 году.
С 1970 по 1975 год работал редактором в издательстве «Экономическая литература».
С 1975 года печатался в таких изданиях, как «Литературная газета», «Вечерняя Москва», «Крокодил». Книги Стронгина были переведены на ряд европейских языков — английский, немецкий и другие.
Публиковал воспоминания о Евгении Моргунове,
Валерии Ободзинском, Савелии Крамарове и других.
- Член Союза писателей СССР с 1979 года[6].
- Автор телевизионных бенефисов.
- Дважды лауреат премии «Золотой телёнок» «Литературной Газеты» («Клуба 12 стульев») (1974 и 1978 годы). до сих пор не известна причина смерти. и где он похоронен.